# St. Sixtus (Werlte)

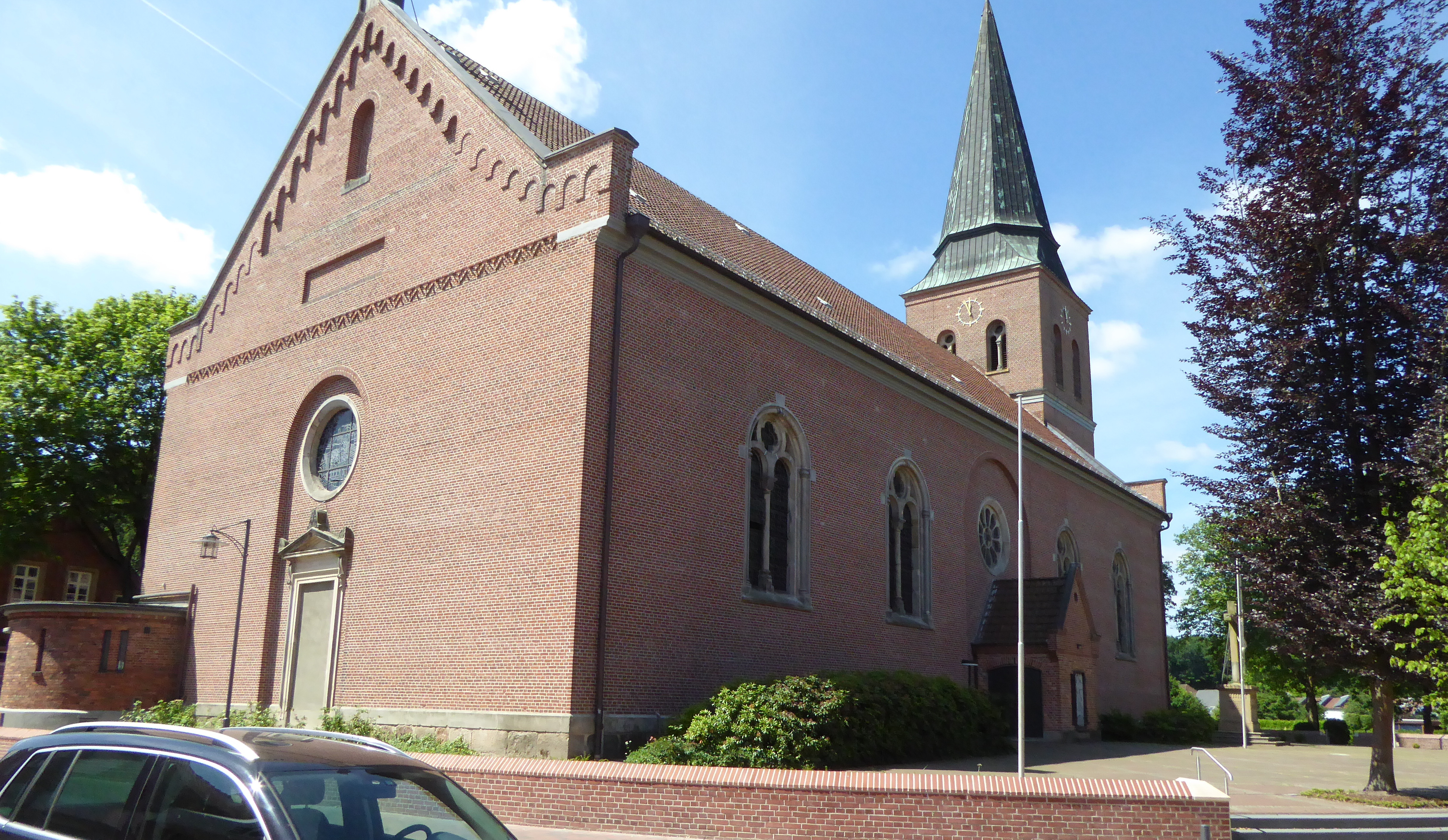
Ansicht von Nordosten

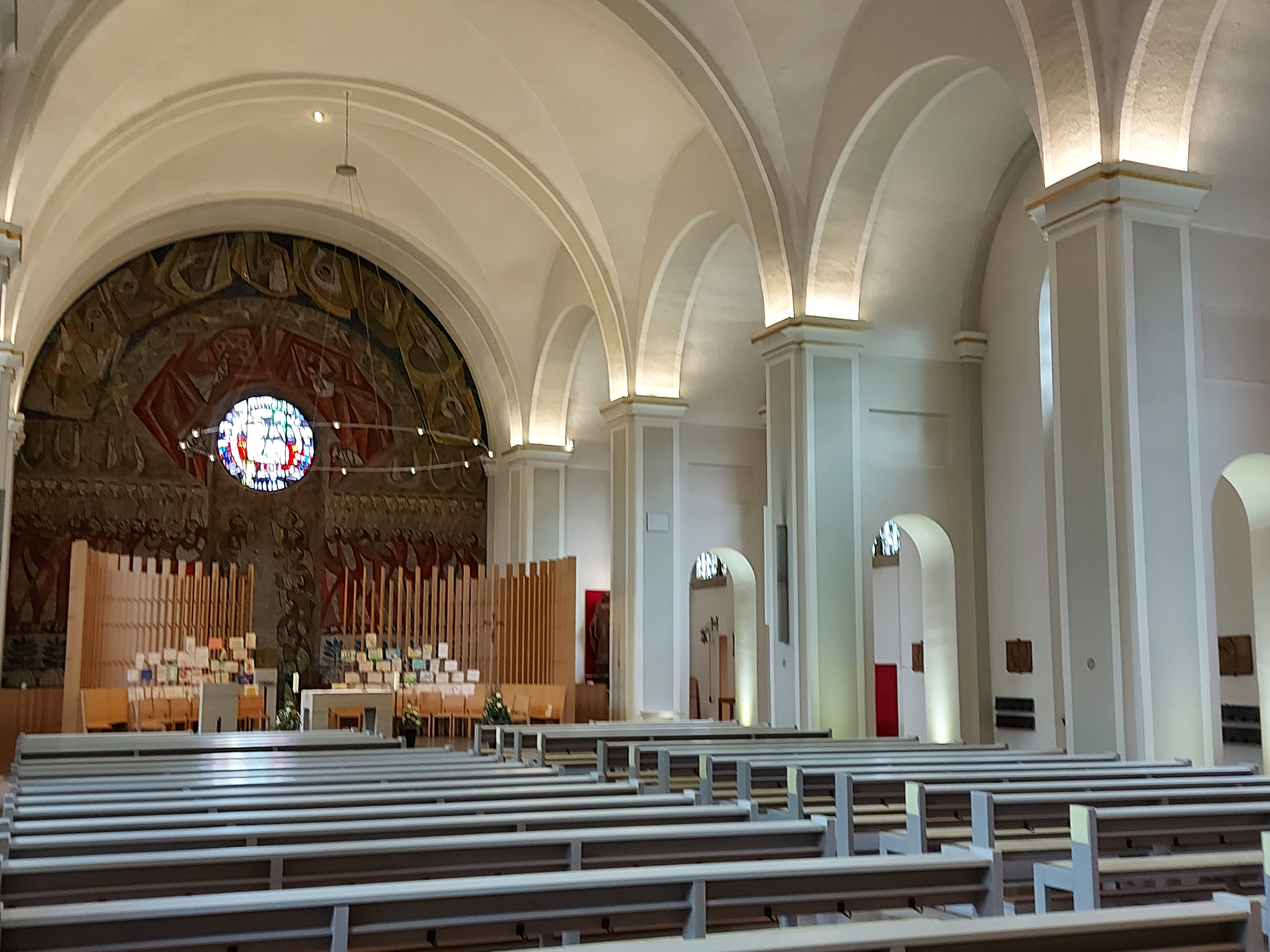
Inneres nach Südosten

St. Sixtus in Werlte ist die Pfarrkirche der katholischen Kirchengemeinde St. Sixtus, die dem Dekanat Emsland-Nord des Bistums Osnabrück angehört.

## Geschichte
Die erste urkundliche Erwähnung einer Kirche in Werlte stammt aus dem Jahr 1100 in den Urkunden des Klosters Corvey. Schon damals ist sie dem Hl. Sixtus (Märtyrerpapst) geweiht. Eine erste Kirche aus Findlingssteinen ist für das Jahr 1344 belegt, da in diesem Jahr der Osnabrücker Weihbischof Johannes die Kirche am Elisabethtag (19. November) weihte. Eine Altarweihe ist durch den seligen Niels Stensen bekannt. Auf seiner Reise durch das Emsland im Jahr 1682 weihte der damalige Weihbischof von Münster den Altar. Die erste Kirche wurde 1832 wegen Baufälligkeit abgerissen.
Bereits 1828 hatte Josef Niehaus mit den Planungen für einen Neubau begonnen. Im Oktober 1832 fand die Kirchweihe durch den Osnabrücker Weihbischof Carl Anton Lüpke statt. Schon um 1861 wurden schwere Schäden am Äußeren der Kirche sichtbar. Niehaus erstellte Pläne zur Instandsetzung und Veränderung im romanischen Stil, verstarb jedoch vor deren Umsetzung. Die Umgestaltung wurde von 1864 bis 1869 von Johann Bernhard Hensen durchgeführt.
Am 9. April 1945, kurz vor dem Ende des Zweiten Weltkriegs, brannte die Kirche nach Bombenbeschuss aus. 1947 wurde sie renoviert. Die Turmspitze wurde nach 1948 wiederhergestellt.

## Beschreibung
Der Backsteinbau hat die Form einer Staffelhalle mit Annäherung an eine Abseitenkirche, einen geraden Chorschluss und einen Westturm. Die heute etwas nüchtern erscheinenden Außenwände waren ursprünglich durch Lisenen gegliedert, die seit der Instandsetzung durch eine großflächige Ziegelschicht verdeckt werden.
Im Inneren ist die ursprüngliche Aufteilung noch erkennbar. Zwölf Pfeiler tragen das weitgespannte Kreuzgratgewölbe des Mittelschiffs, sie sind mit den Außenwänden durch kurze Wandstücke verbunden, deren rundbogige Durchlässe ein Seitenschiff andeuten. Die so entstandenen seitlichen Nischen unter hohen Quertonnen tragen zur Durchlichtung und hallenartigen Wirkung des Kircheninneren bei.
Die rundbogigen Fenster wurden bei der neuromanischen Umgestaltung mit einfachem Maßwerk versehen. Der ursprünglich wohl halbkreisförmige Giebel an der Ostseite wurde vereinfacht.

## Ausstattung
Ältestes Ausstattungsstück ist der romanische Taufstein aus Bentheimer Sandstein (Bentheimer Typ) aus der Zeit um 1200. Ein Kruzifix aus der ersten Hälfte des 18. Jahrhunderts wird der Werkstatt des Thomas Simon Jöllemann zugeschrieben.
Prägend für die Kirche ist das Wandmosaik aus 300 000 Steinen aus dem Jahr 1979. Es wurde durch die Benediktinerin Sr. M. Erentrud Trost (Abtei Varensell) geschaffen und greift Bilder aus der Apokalypse des Johannes auf. Bestimmend für das Mosaik ist ein Buntglasfenster, in dem das Lamm aus der Johannes-Apokalypse (Offb 5, 6–12) dargestellt ist. Im Hinblick auf das Lamm, als Symbol für Jesus Christus, ist der Mittelpunkt des Mosaiks der Abendmahlstisch. Die beiden Fixpunkte sind der Tabernakel am Ende des Tisches und das Lamm am Kopf des Tisches. Rund um das Lamm sind Figuren aus der Apokalypse zu sehen, die auch als Symbole für die Evangelisten gelten und auch auf der Kanzel abgebildet sind.
Der ursprünglich vor der Ostwand stehende klassizistische Hochaltar ist zerstört worden.